# خوتلک
خوتلک (به لهستانی:  Chotelek) یک روستا در لهستان است که در گمینا بوسکو-زدروی واقع شده‌است. خوتلک ۲۸۱ نفر جمعیت دارد.